# Закони та звичаї війни

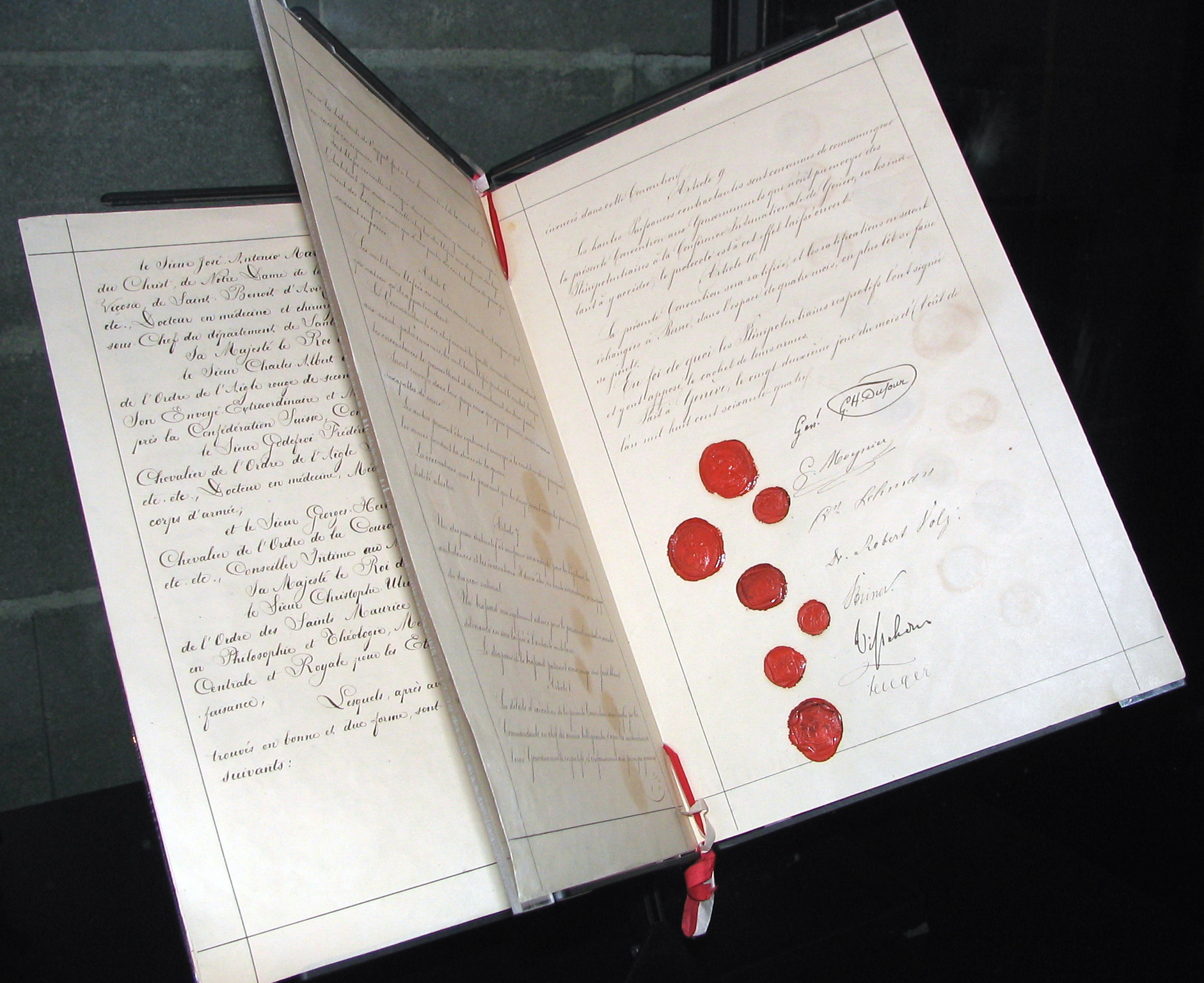
Перша Женевська конвенція, що стосується хворих та поранених членів збройних сил, була підписана в 1864 році.

Закони та звичаї війни (лат. jus in bello, англ. law of war) — сучасний компонент міжнародного права, який регулює умови для початку війни (jus ad bellum) та поведінку воюючих сторін (jus in bello). Закони війни дають визначення таким поняттям як суверенітет та державність, держава та територія, окупація та інші важливі терміни міжнародного права; також положення щодо прав військових, військовополонених та мирного населення, тощо.
Серед інших питань, сучасні закони війни стосуються оголошень війни, прийняття капітуляції та поводження з військовополоненими; військова необхідність, що пов'язана із такими поняттями як вибірковість та пропорційність; також заборона певних видів зброї, які можуть спричинити надмірні страждання. Закон війни вважається відмінним від інших правових норм — наприклад, внутрішнього законодавства конкретного учасника збройного конфлікту, що може забезпечити додаткові правові обмеження для ведення чи виправдання війни.
Кримінальна відповідальність за порушення цих законів поширюється не тільки на міжнародний (державний) рівень, але і на окремих осіб. Порушення законів та звичаїв війни називається воєнним злочином. Порушення законів війни та скоєння воєнних злочинів розглядаються в Міжнародному кримінальному суді, штаб-квартира якого знаходиться в Нідерландському місті Гаага.

## Історія
Спроби контролювати поведінку окремих осіб та націй, що воювали та пом'якшити найгірші наслідки війни мають давню історію. Найбільш ранні відомі випадки зустрічаються в Махабхараті та Торі.
Махабхарата описує прийнятне поведінка на полі битви:

| Не слід атакувати колісниці пішими військами; воїни на колісницях повинні атакувати колісниці. Ніякий колісничий не повинен нападати на нещасного пішого воїна, ні лякати його, ні перемагати його… Війна повинна вестися заради завоювання володінь; не можна злитися на ворога, який не намагається його вбити… |
| |

Приклад із Второзаконня 20: 19-20 обмежує суму прийнятного побічного і екологічного збитку:

| Коли ви довго облягали місто, воювали проти нього, щоб захопити його — ви не повинні знищувати його дерева, використовуючи проти них сокиру. Ви можете їх бити, але ви не повинні скорочувати їх число. Чи є дерева в полі винуватцями всіх подій і нещасть, що сталися з вами? Щоб вони були обложені вами? Їх ви можете знищити і зрубати, тільки щоб ви могли будувати облогові споруди проти міста, воюючого з вами, до тих пір, поки він не впаде… |
| |

Ще Второзаконня 20: 10-12 вимагає, щоб ізраїльтяни зробили пропозицію миру стороні, що їм протистоїть, перш ніж осадити їх місто.

| Коли ви наближаєтеся до міста, щоб воювати з ним, запропонуйте йому умови миру. І якщо він відгукнеться на вашу пропозицію світом та відкриється вам, то всі люди, хто в ньому будуть примушувати вас до співпраці та служити вам. Але якщо він не укладе з вами світу, воюйте проти нього, то Пустіть його… |
| |

Точно так само, Второзаконня 21: 10-14 вимагає,

| … щоб жінки-полонянки, які були змушені одружитися з переможцями війни, не могли бути продані як раби … |
| |

На початку 7-го століття перший арабський халіф, Абу-Бакр, звернувся до людей і сказав про війну:

| Зупиніться люди, щоб я міг дати вам десять правил вашої поведінки на полі битви. Не робіть зради і не відхиляйтеся від вірного шляху. Ви не повинні калічити трупи та не повинні вбивати ні дитини, ні жінки, ні старого. Чи не нашкодите деревам і не спалюйте їх вогнем, особливо кажу вам, про людей, як про плодоносні дерева. Не вбивайте стада ворогів, крім як для їжі. Проходьте повз людей, які присвятили своє життя чернечим службам… залиште мирних людей… |
| |

Також в сурі Аль-Бакара 2: 190—193 потребується:

| … в бою мусульманам дозволяється тільки завдати у відповідь удар з метою самооборони проти тих, хто вдарить проти них, але, як тільки вороги перестануть атакувати, мусульманам потрібно припинити нападати … |
| |

В історії ранньохристиянської церкви багато християнських письменників вважали, що «християни не можуть бути солдатами чи вести війни». У 697 році Святий Адомнан з Іони зібрав королів і католицьких священиків з усієї Ірландії та Шотландії в Биррені, де він показав їм «Закон невинних», який забороняв вбивати жінок і дітей на війні та руйнувати церкви.
Одна з претензій, перерахованих в Американській декларації незалежності 1776 року до короля Британії Георга III полягала в тому, що той «… намагається нацькувати на мешканців нашого порубіжжя немилосердних індіанських дикунів, що їхнє відоме правило війни полягає у нищенні до ноги людей будь-якого віку, статі чи стану».
Сьогодні закони війни підписуються в деклараціях та конвенціях і контролюються міжнародними організаціями.

## Сучасність
Сучасне положення Міжнародного права в питанні законів війни бере початок з часу підписання Першої Женевської конвенції деякими з основних європейських держав у 1864 році. Сучасний закон війни складається з трьох основних джерел:
Правотворчі договори (або конвенції) — див. § Міжнародні договори про закони війни, наведені нижче.
Користувальницькі принципи:
«Не всі закони війни походять із таких договорів або були включені до них, що може посилатися на постійне значення звичаєвого права, як це сформульовано Мартенським застереженням. Таке звичайне міжнародне право встановлюється загальною практикою націй разом з їх визнанням, що така практика вимагається законом.»
Загальні принципи:
«Деякі основоположні принципи дають основні вказівки. Наприклад, принципи розрізнення, пропорційності та необхідності, які є частиною міжнародного звичайного права, завжди застосовуються до застосування збройної сили.»
«Позитивне міжнародне гуманітарне право складається з договорів (міжнародних угод), які безпосередньо впливають на закони війни, зобов'язуючи країни, що погоджуються, та досягаючи широкої згоди.»
Протилежні позитивним законам війни є звичаєві закони війни, багато з яких були досліджені на Нюрнберзьких судових процесах і склали так звані Нюрнберзькі принципи:
«Ці закони визначають як дозвільні права держав, так і заборони на їх поведінку під час поводження з незаконними силами та сторонами, які не підписали їх».

## Ціль законів
Часто зазначалося, що створення законів для війни здається абсурдом.
Але на основі прихильності тому, що становило звичайне міжнародне право сторонами, що воювали протягом століть, людство прийшло до висновку, що кодифікація законів війни буде корисна. Серед основних принципів, що лежать в основі законів війни можна відзначити:
 — Війни повинні обмежуватися досягненням політичних цілей, які поклали початок війні (наприклад, територіальний контроль), і не повинні включати непотрібних руйнувань;
 — Війни повинні бути припинені як можна швидше;
 — Люди і майно, які не сприяють військовим зусиллям, повинні бути захищені від непотрібного руйнування та поневірянь.
З цією метою закони війни покликані пом'якшити труднощі війни шляхом:
 — Захист як комбатантів, так і некомбатантів від непотрібних страждань;
 — Захист певних основних прав людини осіб, які потрапили в руки ворога, особливо військовополонених, поранених та хворих, дітей та цивільних осіб;
 — Сприяння відновленню миру.